# سوني أندرسون (لاعب كرة قدم، 1898)
سوني اندرسون; (22 فبراير 1921 سودرتاليا السويد - 29 أبريل 2002 بلدية سولنا السويد) هو لاعب كرة قدم سويدي سابق كان يلعب كلاعب وسط، شارك في الألعاب الأولمبية الصيفية 1948.

## وصلات خارجية
سوني اندرسون على موقع اتحاد السويد (السويدية)
- سوني اندرسون على موقع قاعدة بيانات كرة القدم.إي يو (الإنجليزية)
- سوني اندرسون على موقع ناشيونال فوتبول تيمز (الإنجليزية)
- سوني اندرسون على موقع Soccerway.com (الإنجليزية)
- سوني اندرسون على موقع اللجنة الأولمبية الدولية (الإنجليزية)
- سوني اندرسون على موقع أوليمبيديا (الإنجليزية)
- سوني اندرسون على موقع اللجنة الأولمبية السويدية (السويدية)